# Metges Sense Fronteres
Metges Sense Fronteres (MSF) (en francès, Médecins sans frontières) és una Organització no governamental (ONG) fundada a França l'any 1971 per un grup de metges. Aquesta organització, que va ser fundada a partir de la idea que tothom té dret a una assistència mèdica independentment de la seva nacionalitat, va rebre el Premi Nobel de la Pau el 1999.

## Organització
És l'organització privada d'ajuda humanitària més gran del món. Amb un pressupost total de 1500 milions d'euros el 2016 i 6,1 milions de donants, MSF va enviar al voltant de 3200 professionals a 71 països durant el 2016. La secció espanyola d'MSF representa prop del 10% del total, amb 500 000 socis i col·laboradors, 178 milions d'euros de pressupost i 535 professionals enviats a diferents projectes.
Es dedica principalment a l'ajuda de poblacions en situació precària i a les víctimes de conflictes, fams i catàstrofes d'origen natural. La seva experiència mèdica va començar a la guerra de Biafra (1968-1969) dintre del dispositiu de la Creu Roja. Aleshores no era sinó, en el marc de Creu Roja, l'ONG més governamental —encara ara— en què es podia actuar. L'assistència que MSF proporciona es basa únicament en les necessitats de les poblacions. L'anàlisi i l'acció de MSF estan lliures de qualsevol pressió política, econòmica, militar o religiosa.
A MSF no prenen partit per cap de les parts enfrontades en un conflicte. Vetllen pel fet que l'assistència beneficiï les víctimes, no els botxins. Però a MSF no assumeixen la neutralitat com un silenci còmplice en cas de violacions greus de drets humans o del Dret Internacional Humanitari.

## Origen i objectius

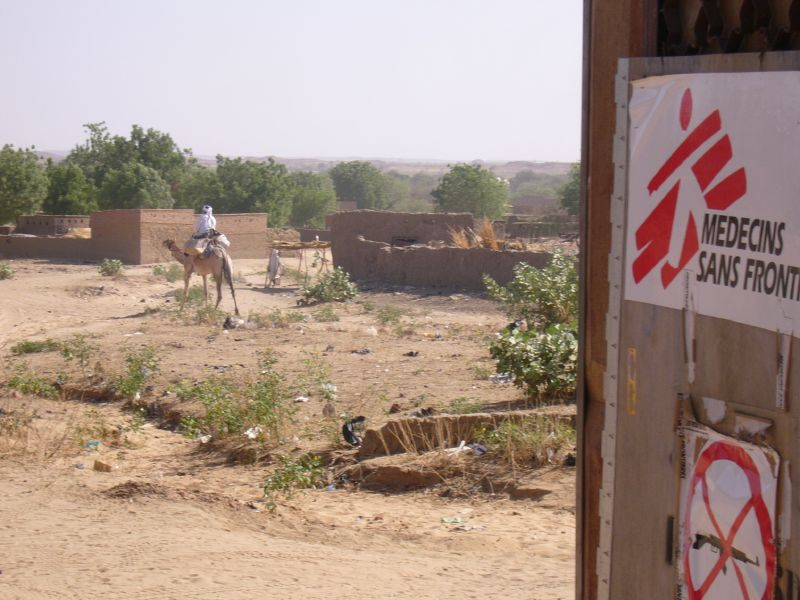
Camp al Txad pels refugiats del conflicte del Darfur

El Groupe d'intervention médicale et chirurgicale en urgence ("Grup d'intervenció mèdica i quirúrgica d'emergència") es va formar l'any 1971 per metges francesos que havien treballat a la Guerra de Biafra, per donar ajuda i per emfatitzar la importància dels drets de les víctimes. Paral·lelament, Raymond Borel, editor de la revista mèdica francesa TONUS, havia creat un grup anomenat Secours Médical Français ("Alleujament mèdic francès") en resposta al Cicló Bhola de 1970, que va matar almenys 625.000 al Pakistan oriental (ara Bangladesh). Borel tenia la intenció de reclutar metges per donar ajuda a les víctimes de desastres naturals. El 22 de desembre de 1971, els dos grups de companys es van fusionar per formar Metges Sense Fronteres.
El 1991 va ser guardonada, al costat de Medicus Mundi, amb el Premi Príncep d'Astúries de la Concòrdia; i el 1999 va rebre el Premi Nobel de la Pau. El comitè Nobel de Noruega l'hi va concedir per ser pionera en el treball humanitari en diversos continents.
Actualment, compta amb més d'un milió i mig de socis, dos mil voluntaris treballant en programes humanitaris en setanta països i uns altres mil en tasques administratives. Prevé i tracta algunes malalties com la tuberculosi, la sida i la meningitis.

## Carta Magna de Metges Sense Fronteres

Països amb missions de Metges Sense Fronteres

Metges Sense Fronteres és una associació privada amb vocació internacional. L'associació reuneix majoritàriament els membres del cos sanitari i està oberta a altres professionals útils a la seva missió.
Tots subscriuen sobre l'honor els següents principis: 
- Metges Sense Fronteres aporta la seva ajuda a les poblacions en situació precària, a les víctimes de catàstrofes d'origen natural o humà i de conflictes armats, sense discriminació de raça, religió, filosofia o política.
- En actuar en la més estricta neutralitat i imparcialitat, Metges Sense Fronteres reivindica, en nom de l'ètica mèdica universal i del dret a l'assistència humanitària, plena i sencera llibertat en l'exercici de la seva funció.
- Metges Sense Fronteres es compromet a respectar els principis deontològics de la seva professió i a mantenir una independència total de tot poder, així com de tota força política, econòmica o religiosa.
- Els voluntaris amiden els riscos i perills de les missions que compleixen i no reclamaran per a si mateixos ni per als seus afins cap compensació, excepte la qual l'associació sigui capaç de proporcionar-los.